# Elizabeth Pelton
Elizabeth Anne Pelton (Fairfield, 26 novembre 1993) è un'ex nuotatrice statunitense.

## Carriera
Ai trials americani per le qualificazioni ai campionati del mondo di nuoto 2009 si piazza seconda nei 100 e 200 dorso, e nei 200 misti. Ai campionati mondiali la Pelton si piazza sesta nei 200 dorso col tempo di 2:08:04, nei 100 dorso non riesce a raggiungere la finale, mentre per la sovrapposizione delle gare dovrà rinunciare ai 200 misti. 
In staffetta 4x100 sl vinse l'oro nonostante partecipò solamente alle eliminatorie, venendo sostituita in finale.
Allo stesso modo vinse anche l'oro nella 4 x 100 mista ai mondiali 2011 di Shanghai, dove contribuì, con la sua prima frazione a dorso, al raggiungimento del miglior tempo in batteria della staffetta americana, prima di lasciare spazio in finale alla fuoriclasse ed ex primatista del mondo dei 100 dorso Natalie Coughlin.
Ai Giochi panamericani del 2011 di Guadalajara conquista 3 medaglie d'oro e una medaglia d'argento, diventando una delle protagoniste della manifestazione.

## Record personali
| Gara        | Tempo   | Data        |
| ----------- | ------- | ----------- |
| 50 m dorso  | 28.35   | luglio 2011 |
| 100 m dorso | 59.99   | giugno 2010 |
| 200 m rana  | 2:07.48 | agosto 2010 |

## Palmarès
- Mondiali

Shanghai 2011: oro nella 4x100m misti.
Barcellona 2013: oro nella 4x100m sl e nella 4x100m misti.
- Giochi PanPacifici

Irvine 2010: argento nei 200m dorso.
- Giochi panamericani

Guadalajara 2011: oro nei 200m dorso, nella 4x100m sl, nella 4x200m sl e nella 4x100m misti e argento nei 100m dorso.
- Mondiali giovanili

Monterrey 2008: oro nella 4x200m sl e nella 4x100m misti, argento nei 100m dorso e nei 200m dorso e bronzo nei 50m dorso.
- Universiadi

Gwangju 2015: argento nei 100m dorso e bronzo nella 4x100m misti.